# Csendélet egy Delacroix után készült vázlattal
A Csendélet egy Delacroix után készült vázlattal (Nature morte à l'esquisse de Delacroix) Paul Gauguin festménye.
A képen nincs dátum, de a feltételezések szerint 1887-ben, Gauguin martinique-i tartózkodása alatt készült. A csendélet egy faasztalon elhelyezett porcelántányérból, egy üvegpalackból és egzotikus gyümölcsökből áll. A falon egy vázlat lóg, amely Eugène Delacroix művén alapul, és Ádám és Éva kiűzését ábrázolja az édenkertből. A festmény ezáltal a nyugati világ paradicsomát állítja szembe Martinique romlatlan, buja édenével.
A festmény Raymond Koechlin műgyűjtő, művészeti író, a Louvre kurátorának tulajdonában volt. A képet a strasbourgi modern és kortárs képzőművészeti múzeumra (Musée d'Art Moderne et Contemporain de Strasbourg) hagyta.